# Abecedni popis agnotozoa: I

### IntoshiaGiard, 1877
- Intoshia leptoplanae Giard, 1877
- Intoshia linei Giard, 1877
- Intoshia major Shtein, 1953
- Intoshia metchnikovi (Caullery & Mesnil, 1899)
- Intoshia paraphanostomae (Westblad, 1942)
- Intoshia variabili (Alexandrov & Sljusarev, 1992)

Agnotozoa → Orthonectida → Rhopaluridae